# Eat Me, Drink Me
Eat Me, Drink Me è il sesto album in studio della band statunitense Marilyn Manson. Fu pubblicato il 5 giugno 2007, debuttando alla posizione numero 8 nella Billboard 200 statunitense con oltre 80 000 copie vendute nella prima settimana. È stato registrato in uno studio di registrazione affittato per l'occasione a Hollywood dal vocalist Marilyn Manson e dall'ex chitarrista ed ex bassista della band Tim Sköld. Il disco è stato prodotto da Manson e Sköld e mixato da Sean Beavan. È stato dichiarato che in origine erano presenti circa 20 canzoni in stato embrionale, tutte scritte da Sköld, due delle quali (che non finirono poi sull'album) furono considerate complete dallo stesso Manson, sia a livello di testi che di musica. Manson affermò di avere avuto difficoltà ad eliminare alcune di quelle canzoni, ma sentì di doverlo fare per evitare di "annacquare" il disco.
Questo album è anche l'ultimo in cui appare il contributo di Sköld, che fu sostituito da Twiggy Ramirez il mese di gennaio seguente. Il cantante descrisse l'album come "molto orientato alle chitarre e davvero melodico", aggiungendo che include "varie forme di percussioni non convenzionali". Lo definì inoltre un album romantico, i cui testi parlano del "desiderio inesaudito di essere in un altro tempo o in un altro posto quando senti che vorresti stare meglio".

## Il disco
Manson ha scritto ed inciso quest'album tra il 31 ottobre 2006 e il febbraio 2007 con una stretta collaborazione del bassista Tim Sköld. A differenza degli album precedenti, Eat Me, Drink me parla dell'amore dopo il periodo di profonda depressione dove più volte ha pensato al suicidio e dopo il divorzio con la modella Dita Von Teese. Il cantante ha ammesso che le canzoni sono una dichiarazione d'amore alla compagna di allora (l'attrice Evan Rachel Wood) e raccontano il vero Brian Warner.

## Tracce
1. If I Was Your Vampire – 5:56
2. Putting Holes in Happiness – 4:31
3. The Red Carpet Grave – 4:05
4. They Said That Hell's Not Hot – 4:16
5. Just a Car Crash Away – 4:54
6. Heart-Shaped Glasses (When the Heart Guides the Hand) – 5:05
7. Evidence – 5:19
8. Are You the Rabbit? – 4:14
9. Mutilation Is the Most Sincere Form of Flattery – 3:52
10. You and Me and the Devil Makes 3 – 4:24
11. Eat Me, Drink Me – 5:41
12. Heart-Shaped Glasses (When the Heart Guides the Hand) - INHUMAN REMIX BY JADE & PUGED – 4:07 (bonus track)

## Formazione
Marilyn Manson
- Marilyn Manson – voce, percussioni, testi, compositore, produttore, fotografia, direzione artistica e design
- Tim Sköld – chitarra, basso, tastiera, musica, ingegneria, programmazione, produttore, compositore

Produzione
- Sean Beavan – missaggio
- Ambooleg – fotografia
- Perou – fotografia
- Nela Koenig – fotografia
- Anthony Silva – fotografia
- Liam Ward – direzione artistica e design
- Evan Rachel Wood – fotografia polaroid
- Mark Williams – A&R

## Classifiche

### Album
| Anno | Nazione           | Posizione in classifica |
| ---- | ----------------- | ----------------------- |
| 2007 | Australia         | 9                       |
| 2007 | Finlandia         | 23                      |
| 2007 | Irlanda           | 23                      |
| 2007 | Italia            | 7                       |
| 2007 | Giappone (Oricon) | 7                       |
| 2007 | Svezia            | 10                      |
| 2007 | Inghilterra       | 8                       |

### Classifiche singoli
| Anno | Singolo                                               | Nazione                      | Posizione |
| ---- | ----------------------------------------------------- | ---------------------------- | --------- |
| 2007 | Heart-Shaped Glasses (When the Heart Guides the Hand) | USA (Modern Rock Tracks)     | 26        |
| 2007 | Heart-Shaped Glasses (When the Heart Guides the Hand) | USA (Mainstream Rock Tracks) | 33        |
| 2007 | Heart-Shaped Glasses (When the Heart Guides the Hand) | Inghilterra                  | 19        |
| 2007 | Heart-Shaped Glasses (When the Heart Guides the Hand) | Irlanda                      | 46        |
| 2007 | Heart-Shaped Glasses (When the Heart Guides the Hand) | Svezia                       | 54        |
| 2007 | Heart-Shaped Glasses (When the Heart Guides the Hand) | Germania                     | 64        |